# 相澤仁美のHじゃダメ?
『相澤仁美のHじゃダメ?』は、USENの無料インターネットテレビ・GyaOで放送されていたお色気番組である。相澤仁美がMCを務める冠番組。ゲストは2回1セット交代で、ロケは毎回ブティックホテルで行われていた。2006年3月配信開始。同年5月終了。

## ゲスト出演者・ロケ地
- 第1・2回：愛川ゆず季、P&A PLAZA 901号室[1]・804号室（東京都渋谷区）
- 第3・4回：木口亜矢、BTY HILLS 202号室・301号室（横浜市都筑区）
- 第5・6回：滝ありさ、HOTEL SWEET 300号室[2]（川崎市宮前区）
- 第7・8回：伊藤あい、COLORFUL P&A（東京都新宿区）
- 第9・10回：神楽坂恵、HOTEL CASTILE 504号室[3]（横浜市港北区）
- 第11・12回：福永ちな、ロケ：HOTEL J2 1001号室[4]（横浜市港北区）

## コーナー
Sトーク
お風呂に浮かべた色付カプセルの中から、いくつか選んで中に入っているソフトな質問に答える。
Hトーク
お風呂に浮かべた黒いカプセルの中から、いくつか選んで中に入っているハードな質問に答える。
H-1グランプリ
相澤とゲストが対決をし、勝者にはご褒美がある（後述）。
サービスショット
毎回、相澤とゲストそれぞれのサービスショットがある。

## H-1グランプリ
- 第1回
勝者：愛川、種目：バランスボールde万歩計、賞品：RODENSTOCK 2006年最新モデルサングラス
- 第2回
勝者：相澤、種目：ブリッジde山手線ゲーム、賞品：美人黒酢と黒酢化粧品のセット
- 第3回
勝者：木口、種目：ロデオボーイdeお絵かき、賞品：RODENSTOCK 2006年最新モデルサングラス
- 第4回
勝者：相澤、種目：フラフープde縄跳び、賞品：美人黒酢と黒酢化粧品のセット
- 第5回
勝者：相澤、種目：ケンケンなわ跳び、賞品：豆乳花ファイン30個
- 第6回
勝者：滝、種目：フリフリ万歩計deジャスト200、賞品：最高級タラバガニ2杯
- 第7回
勝者：伊藤、種目：逆立ちdeいくつ言えるかな?、賞品：豆乳花ファイン30個
- 第8回
勝者：相澤、賞品：最高級タラバガニ2杯
- 第9回
勝者：相澤、種目：ハラマキ早くぐり、賞品：「1carat baby one」他
- 第10回
勝者：神楽
- 第11回
勝者：福永
- 第12回
勝者：福永、種目：おしりde風船ふらましゲーム、賞品：「1carat baby one」他